# Aleksander Marcinowski
Aleksander Marcinowski, Aleksandr Antonowicz Marcinowski (ros. Александр Антонович Марциновский, ur. 1829, zm. 20 sierpnia 1888 w Mohylewie) – rosyjski lekarz polskiego pochodzenia. Był lekarzem dywizyjnym w randze rzeczywistego radcy stanu.

## Życiorys
Urodził się w guberni mińskiej. Uczył się w gimnazjum w Mińsku, a następnie studiował medycynę jako stypendysta rządowy na Akademii Medyko-Chirurgicznej w Sankt Petersburgu. Studia ukończył 25 maja 1854 roku. Po otrzymaniu dyplomu został wysłany do szpitala wojskowego w Teodozji, w 1856 roku trafił do pułku grenadierów księcia Konstantego Mikołajewicza. Potem na własną prośbę został skierowany do szpitala wojskowego w Moskwie, gdzie mógł przygotować dysertację doktorską. Przedstawił i obronił pracę "O kostojedie", i otrzymał tytuł doktora 15 lutego 1862 roku. Awansował na stanowisko lekarza brygady w terskim wojsku kozackim. W roku 1865 mianowany naczelnym lekarzem 35 Dywizji Piechoty, w 1870 roku z powrotem w Petersburgu, gdzie na macierzystej uczelni ukończył kurs chirurga polowego. Ostatecznie został naczelnym lekarzem 41 Dywizji Piechoty. Brał udział w wojnie krymskiej.

## Prace
- О костоеде: рассуждение, написанное для получения степ. д-ра медицины, лекарем Александром Марциновским. М.: В тип. Т. Волкова и комп., 1861
- Medicinskaja topografija 1 brigady Terskago kazaczego wojska. Sbornik Kawkazkij T. VII, nr 1, 92-112 (1869)